# エクスプローラー7号
エクスプローラー7号（英: Explorer 7）はアメリカ合衆国の人工衛星。1959年10月13日ケープカナベラル空軍基地にてジュピターCによって打ち上げられた。太陽からのX線とライマンαフラックス、捕捉高エネルギー粒子（trapped energetic particles）、重一次宇宙線（heavy primary cosmic rays）の測定を目的に設計された。
また、ヴェルナール・スオミの平板放射計も宇宙へ運び、宇宙から初めて地球の放射線量を観測した。これは気候研究における人工衛星時代の幕開けであった。スオミはネット・フラックス・ラジオゾンデ（net flux radiosondes）を使って測定した地球の熱平衡と大気圏の冷却率の二つを使って、雲が太陽エネルギーの吸収に重要な役割を果たしていることを証明した。これらの観察は、地球のエネルギー収支が雲や表面のアルベド、他の吸収成分の影響によって著しく変化することを示した。これらの装置によって、スオミと彼のチームは、地球は当初考えられていた以上に太陽のエネルギーを多く吸収するということを発見し、地球規模の熱収支における季節変化の測定・定量化が可能なことを立証した。
衛星の質量は41.5 kgで高さ75cm、幅75cm。太陽電池により発電し、15のニッケル・カドミウム蓄電池を装備していた。 
1961年2月まで継続的にデータを地球に送信し、1961年8月24日に停止。現在も軌道上に存在する